# Selaginella denticulata
Lycopodioides denticulata · Sélaginelle denticulée
Espèce
Statut de conservation UICN

 LC  : Préoccupation mineure
Synonymes
- Lycopodium denticulatum L. 1753
- Plananthus denticulatus (L.) P.Beauv. 1805
- Lycopodina denticulata (L.) Bubani 1901
- Lycopodioides denticulata (L.) Kuntze 1891
- Selaginella denticulata f. platystachya  Hieron. 1901

La Sélaginelle denticulée (Selaginella denticulata ou Lycopodioides denticulata) est une plante méditerranéenne de la famille des Sélaginellacées.

## Taxonomie

### Historique
L’espèce actuellement connue sous le nom de Selaginella denticulata est initialement décrite par Carl von Linné en 1753 dans le second volume de Species Plantarum, sous le nom de Lycopodium denticulatum. À cette époque, la distinction entre les genres de lycopodiacées au sens large n’est pas encore bien établie, et Linné regroupe de nombreuses espèces hétérosporiques et homosporiques sous le même genre Lycopodium .
C’est au milieu du XIXe siècle que la classification de ces plantes vasculaires primitives connaît un tournant, grâce aux travaux du botaniste belge Antoine Frédéric Spring. Dans sa Monographie des Lycopodiacées publiée entre 1843 et 1845, Spring examine en détail les caractères morphologiques des lycopodiacées et distingue clairement le genre Selaginella des autres genres apparentés, notamment en raison de son hétérosporie, de la présence de ligules, et de sa morphologie feuillée unique. Il effectue à cette occasion la recombinaison nomenclaturale de l'espèce, qui prend alors son nom actuel . 

### Description
Cette petite plante vivace présente une tige mince, rampante, très ramifiée, formant un enchevêtrement dense. Les feuilles sont disposées en quatre rangs distincts et se déclinent en deux types : les plus grandes s’étalent latéralement de part et d’autre des rameaux, tandis que les plus petites couvrent étroitement les axes. Toutes sont finement denticulées sur les marges et se terminent en pointe acuminée ,.
Les sporophylles, peu différenciés des feuilles végétatives, forment des épis souvent discrets, bien que ceux-ci puissent se dresser nettement en période de fructification abondante. La reproduction a lieu au printemps ou au tout début de l’été. Les tiges feuillées prennent alors une teinte rougeâtre avant de se dessécher pendant la saison sèche, pour repartir en croissance à l’automne avec le retour de l’humidité. Selaginella denticulata est une espèce diploïde, dont le nombre chromosomique est de 2n = 18 ,.

## Distribution et habitat
Cette plante préfère les terrains rocheux constitués de silice présents dans des zones humides et ombragées, comme les bords de rivières. Elle est très commune en Corse, on peut la trouver en France continentale dans quelques sites de la région méditerranéenne. Elle est présente dans tout le bassin méditerranéen (hors Égypte et Israël), ainsi qu'en Macédoine du Nord, au Portugal et en Macaronésie,,.
Les populations de l'Est de la Méditérranée sont menacées par l'urbanisation.

## Classification
En 2023, une nouvelle phylogénie de la famille des Selaginellaceae, qui ne comportait qu'un seul genre non fossile comprenant plus de 750 espèces, Selaginella, est proposée par Li Bing Zhang et X. M. Zhou. Selon cette nouvelle classification, la sélaginelle denticulée appartient désormais au genre Lycopodioides, son nouveau nom étant Lycopodioides denticulata. Le genre Lycopodioides existait déjà auparavant avant d'être considéré comme synonyme de Selaginella ; dans cette nouvelle classification il comporte douze espèces.